# Greg Kriesel
Greg Kriesel (* 20. ledna 1965 Glendale, Kalifornie, USA), známý rovněž jako Greg K.; je americký baskytarista.
V roce 1984 spoluzaložil skupinu The Offspring, ve které působil do roku 2018, kdy mu 1. listopadu mělo být oznámeno, že už se dále nemůže účastnit činnosti skupiny. V srpnu roku 2019 se dostala na veřejnost zpráva, že se Greg Kriesel soudí se dvěma bývalými spoluhráči ze skupiny The Offspring, Dexterem Hollandem a Kevinem Wassermanem kvůli tomu, že ho vyloučili ze skupiny, aniž by mu dali odpovídající kompenzaci. Oba z nich ale takové jednání popřeli.  Předtím jej kvůli rodinným povinnostem v roce 2008 na krátkou dobu nahradil Scott Shiflett.